# Fundación de Protección a la Infancia Dañada por los Estados de Emergencia
PIDEE, Fundación de Protección a la Infancia Dañada por los Estados de Emergencia es un organismo no gubernamental que tiene por objetivo la defensa y promoción de los derechos humanos de los niños. Inició su trabajo entregando atención social, médica y psicológica a los menores que eran familiares de las víctimas de la dictadura militar de Augusto Pinochet.

## Fundación y objetivos
La Fundación de Protección a la Infancia Dañada por los Estados de Emergencia se fundó en 1979 para que hubiera un lugar de acogida a los niños cuyos familiares habían sido víctimas de violaciones a los derechos humanos durante la dictadura militar chileno. Así, se entregó asistencia médica, psicológica y educacional a menores y jóvenes que han sufrido directa e indirectamente la represión y violencia de la Dictadura Militar. El modelo institucional de asistencia a la familia, fue apoyar interdisciplinaria e integralmente el desarrollo de las capacidades en la superación de la situación traumática sufrida, proponiendo construir en conjunto con el grupo familiar un diagnóstico derivado de la entrevista de acogida, con el objetivo de derivar a los niños a los distintos programas de atención.
Las áreas de atención fueron las siguientes: 
- Asistencia Social;
- Atención de Salud Mental;
- Atención en Salud Física;
- Psicopedagogía;
- Apoyo Pedagógico;
- Talleres Recreacionales Terapéuticos;
- Programa Especial de Atención a Retornados;
- Casa Hogar.

Durante los años 80 trabajó en la fundación la doctora Michelle Bachelet, en programas de atención médica, ofreciendo diversos tipos de tratamientos a los niños traumatizados por la dictadura. Al regreso de la democracia la doctora Bachelet se convertiría en la primera mujer presidente de Chile.

## Trabajo actual
Actualmente PIDEE trabaja en conjunto con el Centro de Documentación "Infancia en América Latina" CEDIAL, que recopila, organiza y difunde información bibliográfica, documental y periodística en relación con la infancia, teniendo como elemento clasificador el articulado de la Convención sobre los Derechos del Niño. Además realiza un trabajo social con menores de las comunidades mapuche en la comuna de Tirúa, VIII región.